# 505 〜Five Oh! Five〜
『505 〜Five Oh! Five〜』（ごーまるご ファイブ・オー・ファイブ）は、カーネーションのライブ・アルバム。2002年4月10日にGREEN JEANSより発売。

## 概要
1996年7月18日にNHK放送センター505スタジオで録音されたライブ音源を収録。後にNHK-FM『アコースティック・ライブ』でも放送されたが、同番組で放送された時とは曲順が異なる。

## 収録曲
1. からまわる世界
2. ハイウェイ・ソング
3. My Little World
4. 市民プール
5. 車の上のホーリー・キャット
6. 体温と汗
7. Garden City Life
8. ダイナマイト・ボイン
9. 愛のさざなみ
10. 夜の煙突